# یوماگوزینو (شهرستان استرلیباشفسکی، باشقیرستان)
یوماگوزینو (انگلیسی: Yumaguzino, Sterlibashevsky District, Republic of Bashkortostan) یک شهرک در شهرستان استرلیباشفسکی استان باشقیرستان کشور روسیه است.